# Добросинська сільська рада
Добросинська сільська́ ра́да — адміністративно-територіальна одиниця та орган місцевого самоврядування в Жовківському районі Львівської області. Адміністративний центр — село Добросин.

## Загальні відомості
Добросинська сільська рада утворена в 1944 році.
- Територія ради: 36,9 км²
- Населення ради: 2 728 осіб (станом на 2001 рік)
- Територією ради протікають річки Біла, Деревенка

## Населені пункти
Сільській раді підпорядковані населені пункти:
- с. Добросин
- с. Зарище
- с. Качмарі
- с. Пили
- с. Піддеревенка

## Склад ради
Рада складається з 16 депутатів та голови.
- Голова ради: Гец Галина Василівна
- Секретар ради: Сало Любов Миколаївна

### Керівний склад попередніх скликань
| Прізвище, ім'я, по батькові | Основні відомості                                                                    | Дата обрання | Дата звільнення |
| --------------------------- | ------------------------------------------------------------------------------------ | ------------ | --------------- |
| Гец Галина Василівна        | Сільський голова, 1958 року народження, освіта вища                                  | 26.03.2006   | 31.10.2010      |
| Гец Галина Василівна        | Сільський голова, 1958 року народження, освіта вища, Політична партія «Наша Україна» | 31.10.2010   |                 |

Примітка: таблиця складена за даними сайту Верховної Ради України

### Депутати
За результатами місцевих виборів 2010 року депутатами ради стали:

#### За суб'єктами висування
| Суб'єкт висування | Кількість обраних депутатів | %   |
| ----------------- | --------------------------- | --- |
| Самовисування     | 16                          | 100 |

#### За округами
| № округу | Прізвище, ім'я, по батькові  | Дата визнання обраним | Освіта             | Партійна приналежність                    | Відомості про обраного депутата                      |
| -------- | ---------------------------- | --------------------- | ------------------ | ----------------------------------------- | ---------------------------------------------------- |
| 1        | Бурилло Василь Михайлович    | 04.11.2010            | вища               | позапартійний                             | Жовківський район електромереж, майстер              |
| 2        | Білан Надія Володимирівна    | 04.11.2010            | вища               | позапартійна                              | Дошкільний навчальний заклад № 1 Жовква, завідувачка |
| 3        | Сало Любов Миколаївна        | 04.11.2010            | вища               | член Політичної партії «Наша Україна»     | Добросинська сільська рада, секретар                 |
| 4        | Тоган Іван Васильович        | 04.11.2010            | середня            | позапартійний                             | Жовківський район електромереж, водій                |
| 5        | Луцан Володимир Степанович   | 04.11.2010            | вища               | член Всеукраїнського об'єднання «Свобода» | тимчасово не працює                                  |
| 6        | Романченко Павло Ярославович | 04.11.2010            | середня            | позапартійний                             | приватне підприємство, директор                      |
| 7        | Кордоба Ігор Андрійович      | 04.11.2010            | середня            | позапартійний                             | ОВС м. Львів, водій                                  |
| 8        | Олексів Світланан Іванівна   | 04.11.2010            | вища               | позапартійна                              | Добросинська ЛВАСМ, головний лікар                   |
| 9        | Кузнецов Ігор Володимирович  | 04.11.2010            | незакінчена вища   | позапартійний                             | тимчасово не працює                                  |
| 10       | Павлик Мирослава Михайлівна  | 04.11.2010            | вища               | позапартійна                              | ТЗОВ «Агропідприємство» Добросин, бухгалтер          |
| 11       | Дорош Павло Юрійович         | 04.11.2010            | середня            | позапартійний                             | опікун                                               |
| 12       | Когут Ігор Іванович          | 04.11.2010            | середня            | позапартійний                             | ТЗОВ «Світанок», електромонтер                       |
| 13       | Мачіха Володимир Васильович  | 04.11.2010            | середня            | позапартійний                             | ТЗОВ «Агрофрутіка», різноробочий                     |
| 14       | Бабій Наталія Михайлівна     | 04.11.2010            | середня спеціальна | позапартійна                              | тимчасово не працює                                  |
| 15       | Зульфієв Руслан Акіфович     | 14.11.2010            | середня            | позапартійний                             | приватний підприємець                                |
| 16       | Бранець Надія Романівна      | 04.11.2010            | середня спеціальна | позапартійна                              | ПП «Барви», директор                                 |